# Fontaine de la Binnenhof
La fontaine de la Binnenhof est une fontaine située dans la Binnenhof à La Haye. Elle a été conçue par Pierre Cuypers. La statue dorée de Guillaume II (comte de Hollande) au sommet de la fontaine a été conçue par Ludwig Jünger. Étant donné que le complexe de la Binnenhof appartient au gouvernement, il s'agit de l'une des fontaines de La Haye situées sur un terrain accessible au public qui n'est pas géré par la municipalité, mais par le Rijksvastgoedbedrijf (agence immobilière du gouvernement central).

## Histoire
La fontaine est un cadeau des citoyens de La Haye en remerciement de la restauration de la façade de la Ridderzaal par Pierre Cuypers en 1880. L'initiateur est Victor de Stuers, fondateur de l'entretien des monuments aux Pays-Bas, qui paie personnellement une partie substantielle des coûts de la fontaine. Le gouvernement est réticent à accepter le cadeau en raison du coût de l’eau. Ce problème est résolu en stipulant que la fontaine ne fonctionnera que certains jours de forte affluence.
La fontaine est fabriquée par CJ Vincent & Co de Schiedam ; la statue est coulée par la société Monduit à Paris. Lors de la construction du bâtiment du Rijksmuseum à Amsterdam en 1883, l'Exposition internationale du commerce colonial et d'exportation se tient sur la Museumplein, en face de celui-ci. La fontaine y est exposée comme exemple d'artisanat.
En 1885, la fontaine est placée dans la Binnenhof, à l'origine au milieu. En 1953, une rose des vents en pierre bleue est construite autour d'elle. Elle est rénovée en 1975 ; le bassin carrelé et l'ensemble est déplacé de quelques mètres dans l'axe de l'entrée de la Ridderzaal. La fontaine est également restaurée en 2006-2007 et peinte dans les couleurs marron et or d'origine de 1883.
En 2018, le Rijksvastgoedbedrijf réalise d'importants travaux d'entretien sur la fontaine. La fontaine est démontée en 2022 pour être stockée lors de la rénovation de la Binnenhof,.

## Description
La fontaine de style néogothique est en fer forgé, peinte en marron avec des accents dorés et possède un bassin en pierre bleue. Elle est décorée de quatre blasons tout autour, alternant entre le lion holalndais et l'aigle allemand. Au sommet se trouve une statue dorée de Guillaume II, inspirée d'une statue qui apparaît sur la tombe de l'archevêque Siegfried III von Eppstein à Mayence

Autour de la fontaine se trouve le texte :

« Ter nagedachtenis van Willem II Roomsch Koning en Graaf van Holland, Begunstiger der stedelijke vrijheden, beschermer der kunst, stichter der kasteelen in 's-Gravenhage en Haarlem, geb. MCCXXVII †MCCLVI† »

(« À la mémoire de Guillaume II, roi romain et comte de Hollande, bienfaiteur des libertés urbaines, protecteur de l’art, fondateur des châteaux de La Haye et d’Haarlem, b. MCCXXVII † MCCLVI † »)

Sur la fontaine elle-même se trouve le texte latin de la Vulgate, psaume 70, versets 5 et 6 :

« Domine spes mea a iuventute mea; in te confirmatus sum ex utero de ventre matris meae tu es protector meus. »

(« Tu es mon seul espoir, Seigneur mon Dieu, je te fais confiance dès le plus jeune âge. Je t’ai soutenu depuis ma naissance, c’était déjà dans le ventre que tu m’as porté. »)

## Galerie de photos

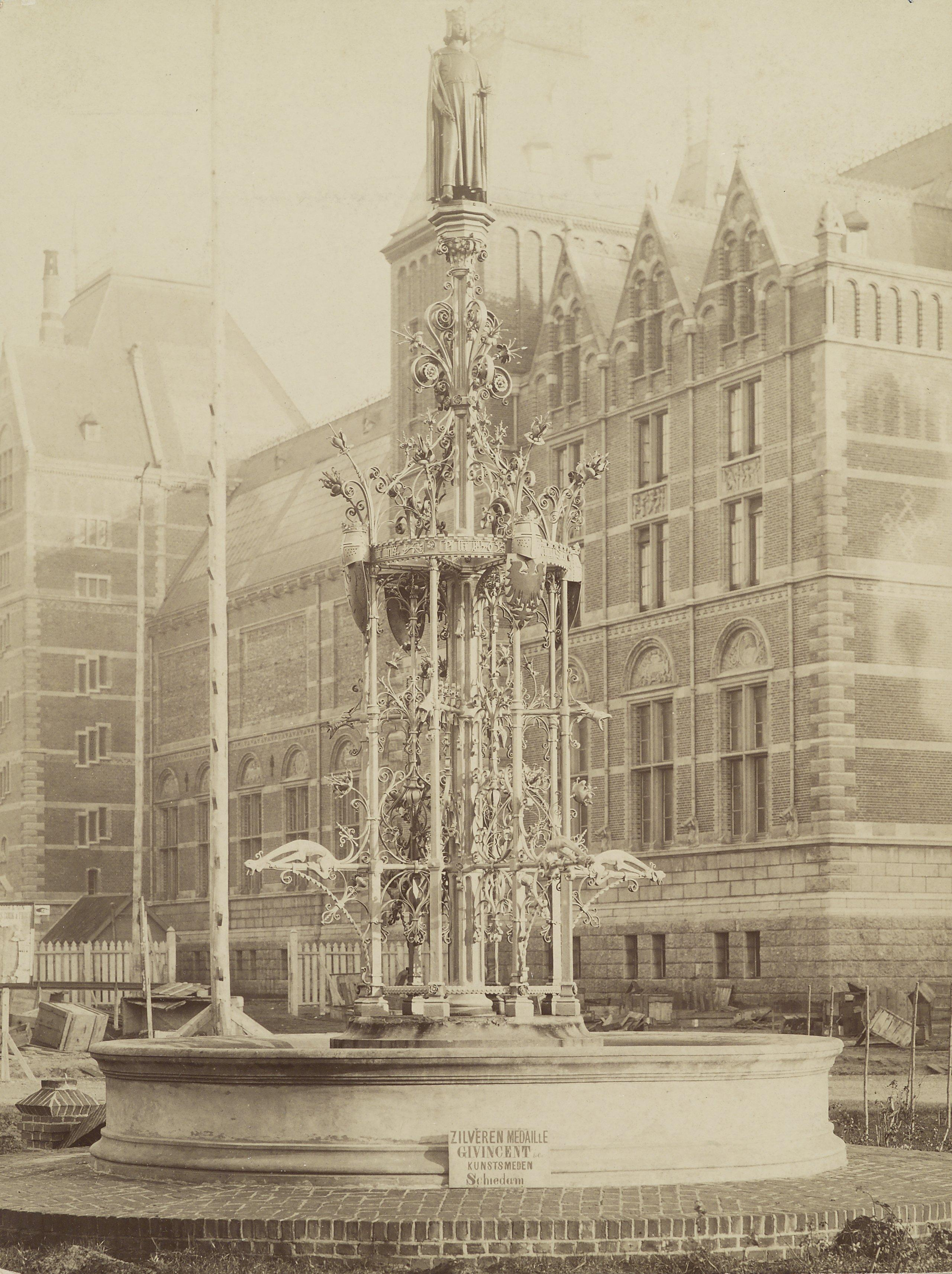
La fontaine en 1883 sur la Museumplein à Amsterdam
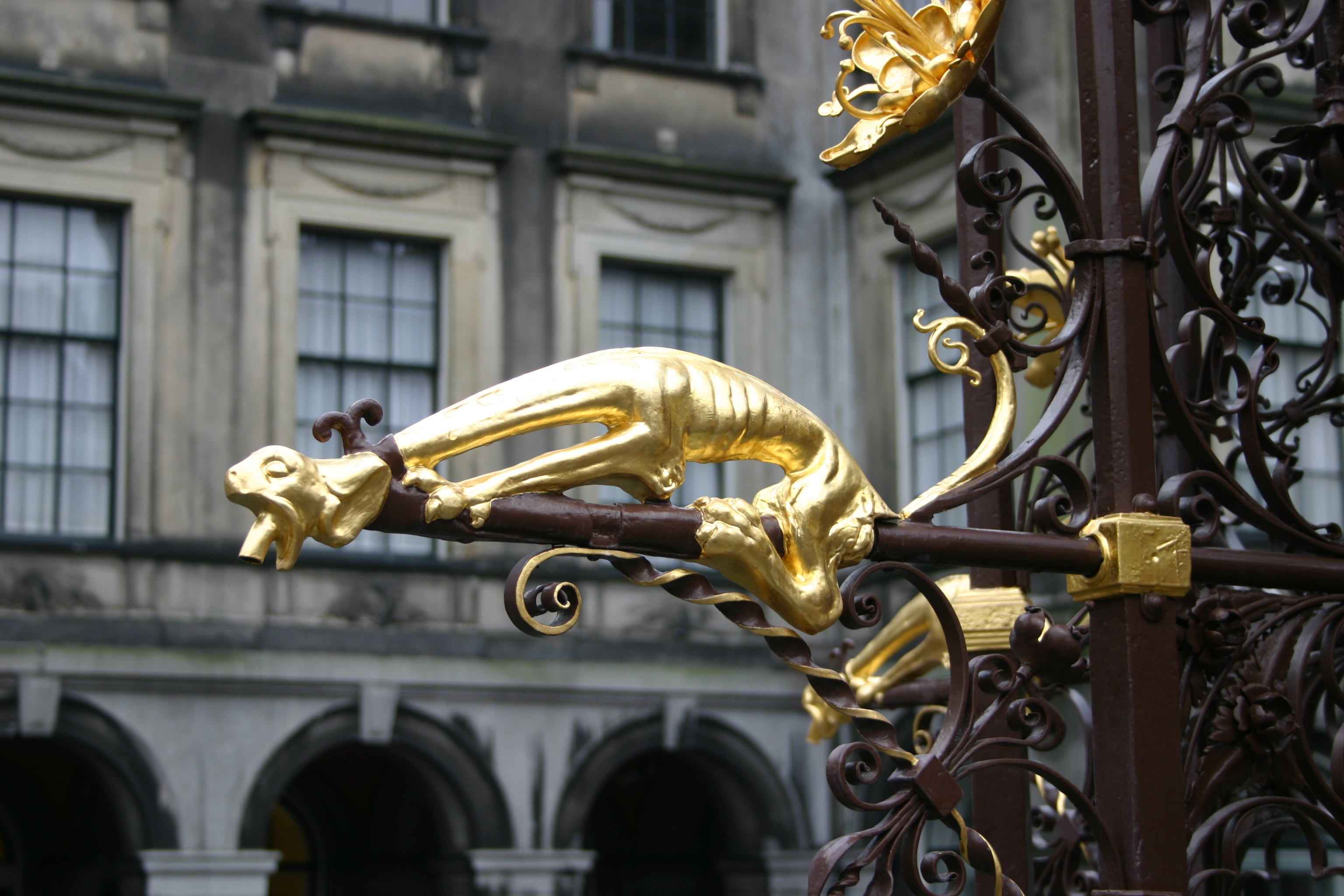
Détail
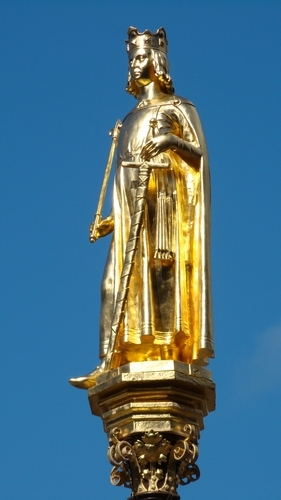
Statue de Guillaume II de Hollande au sommet de la fontaine
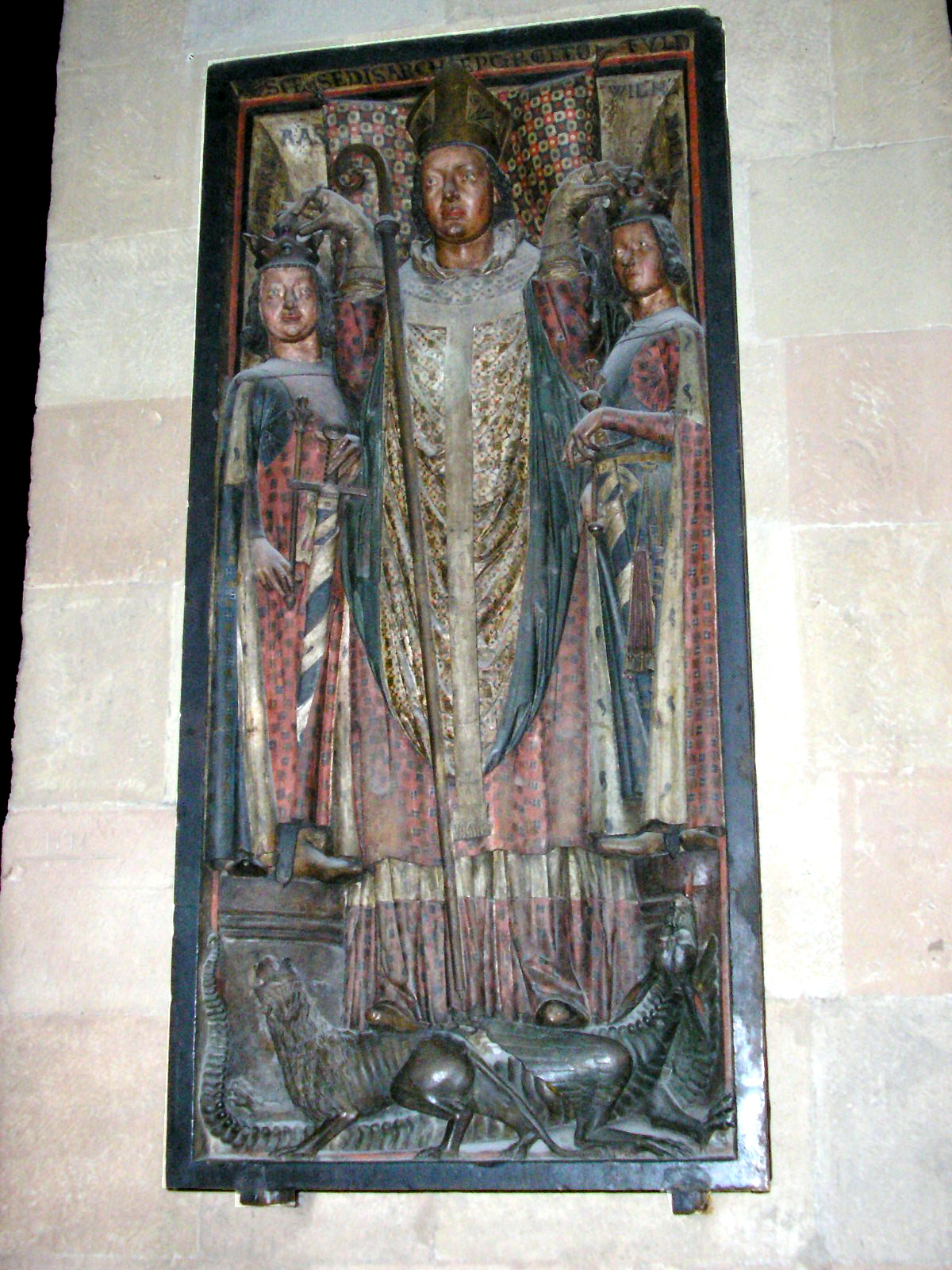
Pierre commémorative sur laquelle l'archevêque Siegfried III de Mayence couronne Henri Raspe et Guillaume II
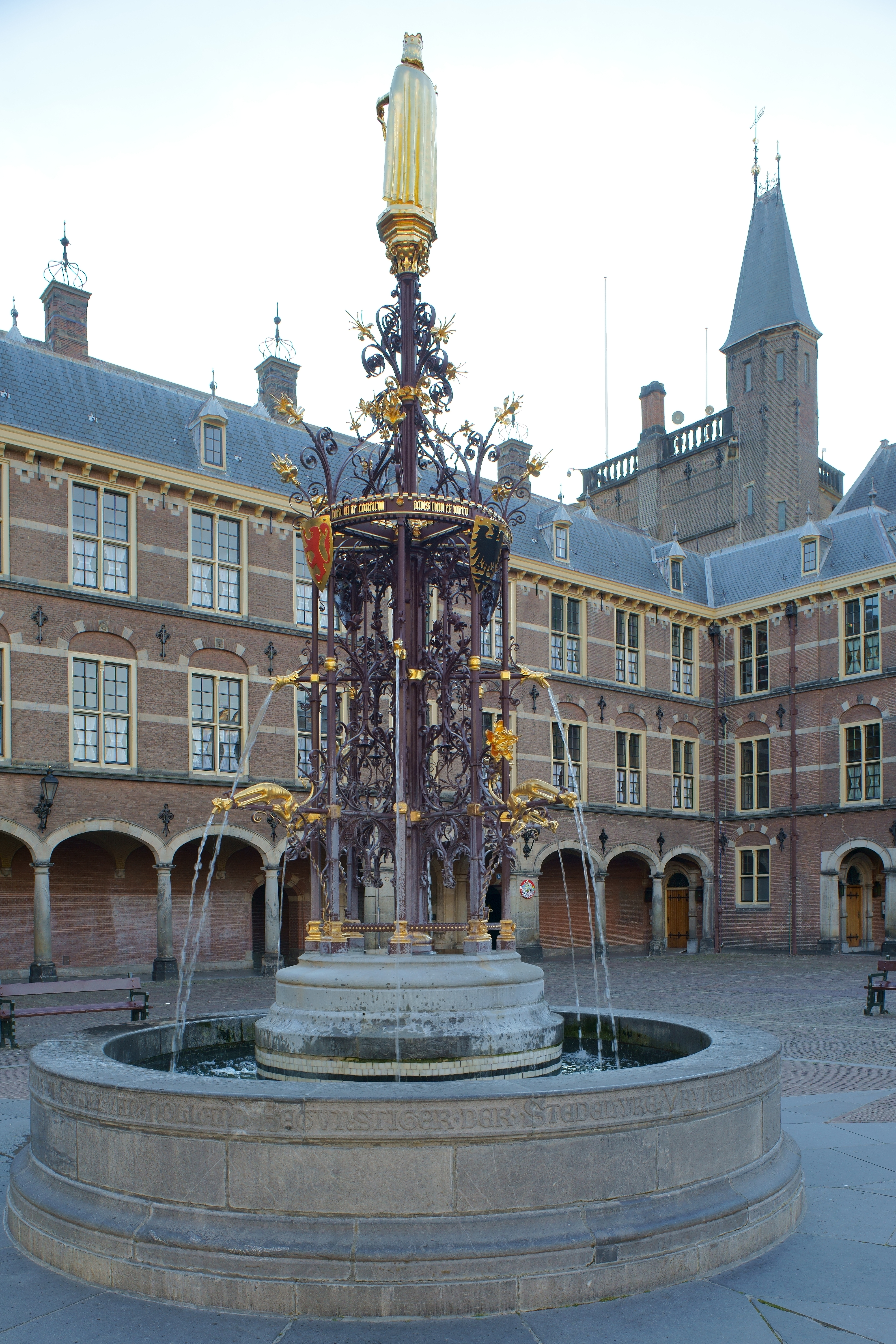
Fontaine du Binnenhof avec une vue arrière de la statue de Guillaume II